# Ivan Turitsov
Ivan Turitsov (en búlgaro: Иван Георгиев Турицов; Pleven, 18 de julio de 1999) es un futbolista búlgaro que juega en la demarcación de lateral derecho para el PFC CSKA Sofía de la Liga Bulgaria A PFG.

## Selección nacional
Tras jugar en las categorías inferiores de la selección, finalmente hizo su debut con la selección de fútbol de Bulgaria el 26 de febrero de 2020 en un partido amistoso contra Bielorrusia que finalizó con un resultado de 0-1 a favor del combinado bielorruso tras el gol de Dzmitry Padstrelaw.

## Clubes
| Club              | País     | Año       | Partidos | Goles |
| ----------------- | -------- | --------- | -------- | ----- |
| PFC CSKA Sofía II | Bulgaria | 2016-2017 | 3        | 0     |
| PFC Litex Lovech  | Bulgaria | 2017-2018 | 37       | 0     |
| PFC CSKA Sofía    | Bulgaria | 2018-     | 125      | 4     |

## Palmarés

### Campeonatos nacionales
| Título           | Club           | País     | Año  |
| ---------------- | -------------- | -------- | ---- |
| Copa de Bulgaria | PFC CSKA Sofía | Bulgaria | 2021 |